# Saison 2008-2009 de l'ASVEL
L'ASVEL va essayer de s'attacher le titre de champion de France de Pro A. L'objectif de l’ASVEL est de retrouver également la plus grande coupe européennes en l'occurrence l’Euroligue de basket-ball.

## Effectif
Entraîneur :  Vincent Collet

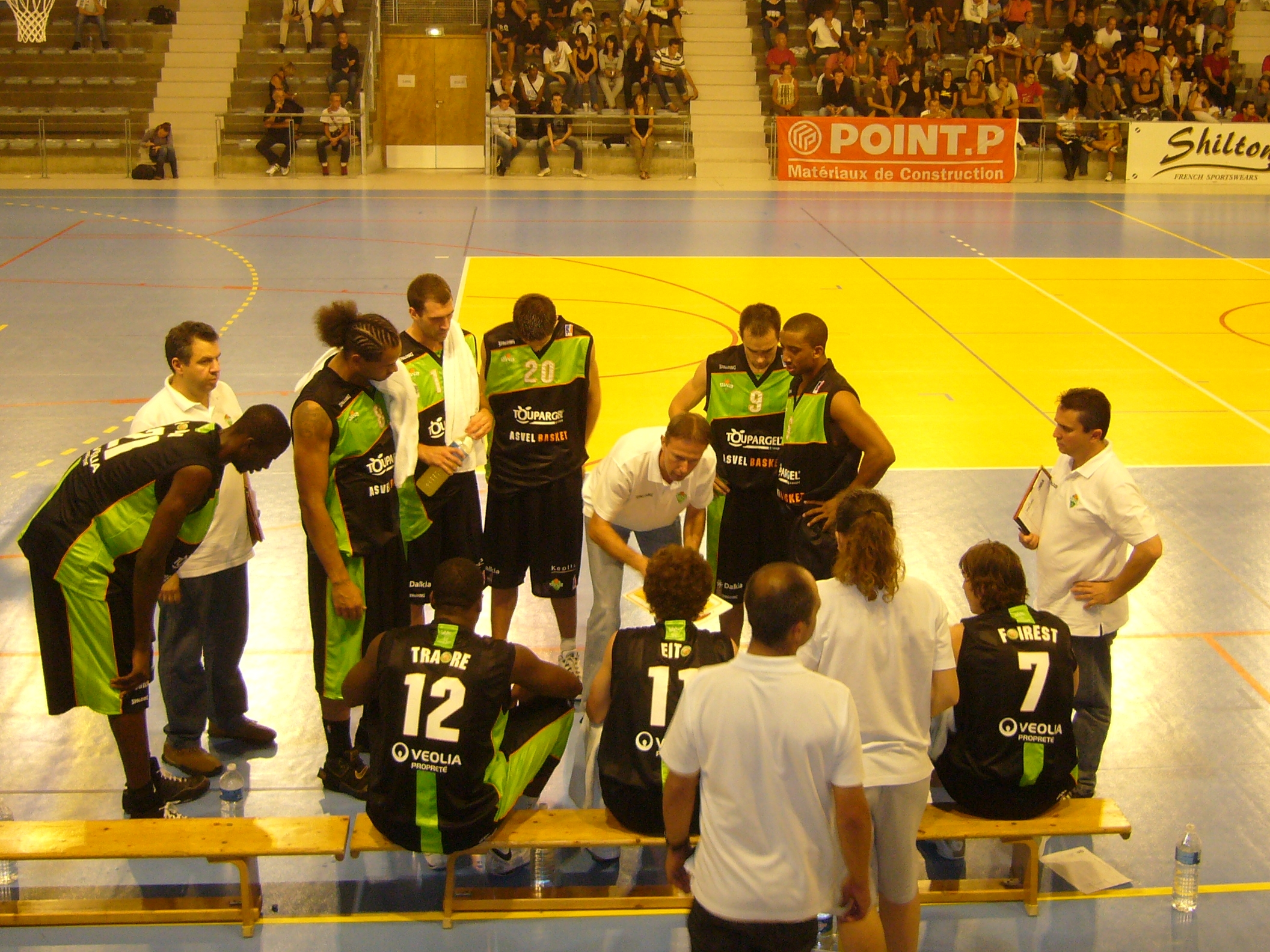
L'effectif 2008-2009

Assistants :  Pierre Tavano, Nordine Ghrib
| Numéro | Nom                         | Né en | Taille | Nationalité | Poste |
| 7      | Laurent Foirest             | 1973  | 1,97   | France      | 3     |
| 9      | Aymeric Jeanneau            | 1978  | 1,85   | France      | 1     |
| 10     | Benjamin Dewar              | 1981  | 1,96   | États-Unis  | 2-3   |
| 12     | Ali Traoré                  | 1985  | 2,08   | France      | 5     |
| 13     | Eric Campbell               | 1977  | 1,99   | États-Unis  | 4     |
| 5      | Amara Sy                    | 1981  | 2,02   | France      | 3     |
| 6      | J. R. Reynolds              | 1983  | 1,88   | États-Unis  | 2     |
| 6      | Paul Lacombe (espoir)       | 1990  | 1,90   | France      | 1-2   |
| 16     | Bangaly Fofana              | 1989  | 2,10   | France      | 5     |
| 8      | Chevon Troutman             | 1981  | 2,02   | États-Unis  | 5     |
| 11     | Antoine Eito                | 1988  | 1,86   | France      | 1     |
| 16     | Nebojsa Bogavac             | 1973  | 1,98   | France      | 2-3   |
| 15     | Octavio Dasilveira (espoir) | 1989  | 2,04   | France      | 4     |
| 18     | Jérôme Sanchez (espoir)     | 1990  | 1,95   | France      | 3     |

## Transferts

### Saison 2008-2009
| Nom               | Nationalité | Transfert           | Provenance/Destination | Division                      |
| Arrivées          |             |                     |                        |                               |
| Amara Sy          | France      | Transfert définitif | AEK Athènes            | Esake A1                      |
| J. R. Reynolds    | États-Unis  | Transfert définitif | Vanoli Soresina        | Lega B                        |
| Benjamin Dewar    | États-Unis  | Transfert définitif | Orléans                | Pro A                         |
| Ali Traore        | France      | Transfert définitif | Le Havre               | Pro A                         |
| Eric Campbell     | États-Unis  | Transfert définitif | Hapoël Holon           | Ligat Winner                  |
| Nebojša Bogavac   | Serbie      | Transfert définitif | Le Mans                | Pro A                         |
| Départs           |             |                     |                        |                               |
| Uche Nsonwu-Amadi | Nigeria     | Transfert définitif | Azovmach Marioupol     | Première division ukrainienne |
| Lamayn Wilson     | États-Unis  | Transfert définitif | Nancy                  | Pro A                         |
| Nouha Diakité     | France      | Transfert définitif | Hyères Toulon          | Pro A                         |
| Marko Čakarević   | Serbie      | Fin de contrat      |                        |                               |
| Edwin Jackson     | France      | Transfert définitif | Nanterre               | Pro B                         |
| Yohann Sangare    | France      | Transfert définitif | Milan                  | Lega A                        |
| Robert Conley     | États-Unis  | Fin de contrat      |                        |                               |

## Points marqués (Pro A - AS)
(à jour après le match ASVEL 55-41 Orléans, le 20 juin 2009)
- 425 points : J. R. Reynolds.
- 421 points : Chevon Troutman.
- 418 points : Amara Sy.
- 416 points : Ali Traoré.
- 343 points : Laurent Foirest.
- 321 points : Benjamin Dewar.
- 305 points : Eric Campbell.
- 202 points : Aymeric Jeanneau.
- 98 points : Nebojsa Bogavac.
- 50 points : Antoine Eito.
- 8 points : Bangaly Fofana.
- 5 points : Paul Lacombe (espoir).
- 2 points : Octavio Dasilveira (espoir).

## Match des champions
- Le match des champions regroupe le champion de Pro A et le vainqueur de la Coupe de France.

| Match des champions Vendredi 3 octobre 2008 | Nancy | 76 – 73 | ASVEL | 20:30 - Palais des sports Jean Weille, Nancy |  |
|                                             |       |         |       |                                              |  |

## Coupe de France
- Comme tous les clubs de Pro A, L'ASVEL débute en Coupe de France au niveau des seizième de finale.

| 1/16e de finale Mardi 20 janvier 2009 | Lille | 62 – 88 | ASVEL | 20:00 - Palais saint sauveur, Lille |  |
|                                       |       |         |       |                                     |  |

| 1/8e de finale Mardi 17 mars 2009 | Paris-Levallois | 64 – 81 | ASVEL | 20:00 - Stade Pierre-de-Coubertin, Paris |  |
|                                   |                 |         |       |                                          |  |

| 1/4e de finale Mardi 14 avril 2009 | ASVEL | 79 – 80 | Le Mans | 20:00 - Astroballe, Villeurbanne |  |
|                                    |       |         |         |                                  |  |

## Semaine des AS
- L'édition 2009 de la Semaine des AS semaine des AS s'est tenu au Havre. L'ASVEL ayant fini parmi les huit premiers après la phase aller du championnat, cette dernière est qualifiée pour cette compétition qui commence en quart de finale. Les sept autres participants sont les sept équipes les mieux classées du championnat de France au moment de la compétition.

| 1/4e de finale Vendredi 20 février 2009 | ASVEL | 62 – 55 | Nancy | 20:30 - Docks Océane, Le Havre |  |
|                                         |       |         |       |                                |  |

| 1/2e de finale Samedi 21 février 2009 | Orléans | 72 – 66 | ASVEL | 20:30 - Docks Océane, Le Havre |  |
|                                       |         |         |       |                                |  |

## Eurocoupe
- L’ASVEL pour le premier tour de l’EuroCoupe de basket-ball 2008-2009, évolue dans le groupe E. Un groupe relevé, avec la présence du Lietuvos Rytas et de CB Gran Canaria. L’ASVEL garde tout de même ses chances de se qualifier pour la phase finale de la compétition.
- Après sa défaite sur le parquet du Azovmach Marioupol 87-74, l'ASVEL Lyon-Villeurbanne est éliminé de l’Eurocoupe.

### Groupe E
| Rang | Équipe         | Pts | J | G | P | Pp  | Pc  | Diff |
| ---- | -------------- | --- | - | - | - | --- | --- | ---- |
| 1    | Marioupol      | 10  | 6 | 4 | 2 | 484 | 472 | 12   |
| 2    | Lietuvos rytas | 9   | 6 | 3 | 3 | 491 | 465 | 26   |
| 3    | ASVEL          | 9   | 6 | 3 | 3 | 475 | 514 | -39  |
| 4    | Gran Canaria   | 8   | 6 | 2 | 4 | 481 | 480 | 1    |

### Matchs Aller
| Match 1 Lundi 24 novembre 2008 | Lietuvos rytas | 95 – 74 | ASVEL | 18:00 - Siemens Arena, Vilnius |  |
|                                |                |         |       |                                |  |

| Match 2 Mardi 2 décembre 2008 | ASVEL | 85 – 83 | Azovmach Marioupol | 20:30 - Astroballe, Villeurbanne |  |
|                               |       |         |                    |                                  |  |

| Match 3 Mardi 9 décembre 2008 | CB Gran Canaria | 78 – 80 | ASVEL | 21:30 - Centro Insular De Reportes, Grande Canarie |  |
|                               |                 |         |       |                                                    |  |

### Matchs Retour
| Match 4 Mardi 16 décembre 2008 | ASVEL | 69 – 81 | CB Gran Canaria | 20:30 - Astroballe, Villeurbanne |  |
|                                |       |         |                 |                                  |  |

| Match 5 Mardi 6 janvier 2009 | ASVEL | 93 – 90 | Lietuvos rytas | 20:30 - Astroballe, Villeurbanne |  |
|                              |       |         |                |                                  |  |

| Match 6 Mardi 13 janvier 2009 | Azovmach Marioupol | 87 – 74 | ASVEL | 19:30 - Sports Complex Azovmach, Marioupol |  |
|                               |                    |         |       |                                            |  |

## Pro A

### Matchs aller
| Journée 1 Vendredi 3 octobre 2008 1 points | Nancy | 76 – 73 | ASVEL | 20:00 - Palais des sports Jean Weille, Nancy V=0 D=1 |  |
|                                            |       |         |       |                                                      |  |

| Journée 2 Vendredi 10 octobre 2008 3 points | ASVEL | 92 – 75 | Pau-Lacq-Orthez | 20:30 - Astroballe, Villeurbanne V=1 D=1 |  |
|                                             |       |         |                 |                                          |  |

| Journée 3 Samedi 18 octobre 2008 4 points | Gravelines-Dunkerque | 77 – 70 | ASVEL | 20:00 - Sportica, Gravelines V=1 D=2 |  |
|                                           |                      |         |       |                                      |  |

| Journée 4 Samedi 25 octobre 2008 6 points | ASVEL | 78 – 59 | Le Havre | 20:00 - Astroballe, Villeurbanne V=2 D=2 |  |
|                                           |       |         |          |                                          |  |

| Journée 5 Samedi 1er novembre 2008 8 points | Rouen | 70 – 72 | ASVEL | 20:00- Salle des Cotonniers, Rouen V=3 D=2 |  |
|                                             |       |         |       |                                            |  |

| Journée 6 Vendredi 7 novembre 2008 10 points | ASVEL | 77 – 68 | Chalon-sur-Saône | 20:00 - Astroballe, Villeurbanne V=4 D=2 |  |
|                                              |       |         |                  |                                          |  |

| Journée 7 Samedi 15 novembre 2008 12 points | Strasbourg | 81 – 86 | ASVEL | 20:00 - Rhénus Sport, Strasbourg V=5 D=2 |  |
|                                             |            |         |       |                                          |  |

| Journée 8 Vendredi 21 novembre 2008 14 points | ASVEL | 94 – 69 | Roanne | 20:45 - Astroballe, Villeurbanne V=6 D=2 |  |
|                                               |       |         |        |                                          |  |

| Journée 9 Samedi 29 novembre 2008 16 points | Le Mans | 78 – 90 | ASVEL | 20:00 - Antares, Le Mans V=7 D=2 |  |
|                                             |         |         |       |                                  |  |

| Journée 10 Samedi 6 décembre 2008 18 points | ASVEL | 73 – 63 | Vichy | 20:00 - Astroballe, Villeurbanne V=8 D=2 |  |
|                                             |       |         |       |                                          |  |

| Journée 11 Vendredi 12 décembre 2008 19 points | Orléans | 70 - 64 | ASVEL | 20:30 - Rhénus Sport, Orléans V=8 D=3 |  |
|                                                |         |         |       |                                       |  |

| Journée 12 Samedi 3 janvier 2009 21 points | ASVEL | 90 – 75 | Cholet | 20:00 - Astroballe, Villeurbanne V=9 D=3 |  |
|                                            |       |         |        |                                          |  |

| Journée 13 Samedi 10 janvier 2009 23 points | Hyères Toulon | 66 – 79 | ASVEL | 20:00 - Palais des Sports, Toulon V=10 D=3 |  |
|                                             |               |         |       |                                            |  |

| Journée 14 Vendredi 16 janvier 2009 25 points | ASVEL | 82 – 61 | Dijon | 20:30 - Astroballe, Villeurbanne V=11 D=3 |  |
|                                               |       |         |       |                                           |  |

| Journée 15 Vendredi 23 janvier 2009 27 points | ASVEL | 74 – 68 | Besançon | 20:00 - Astroballe, Villeurbanne V=12 D=3 |  |
|                                               |       |         |          |                                           |  |

### Matchs Retour
| Journée 16 Vendredi 30 janvier 2009 29 points | Pau-Lacq-Orthez | 78 – 100 | ASVEL | 20:00 - Palais des sports de Pau, Pau V=13 D=3 |  |
|                                               |                 |          |       |                                                |  |

| Journée 17 Vendredi 7 février 2009 31 points | ASVEL | 89 – 69 | Gravelines-Dunkerque | 20:30 - Astroballe, Villeurbanne V=14 D=3 |  |
|                                              |       |         |                      |                                           |  |

| Journée 18 Samedi 14 février 2009 33 points | Le Havre | 61 – 79 | ASVEL | 20:00 - Docks Océane, Le Havre V=15 D=3 |  |
|                                             |          |         |       |                                         |  |

| Journée 19 Vendredi 27 février 2009 34 points | ASVEL | 70 – 71 | Rouen | 20:00- Astroballe, Villeurbanne V=15 D=4 |  |
|                                               |       |         |       |                                          |  |

| Journée 20 Samedi 7 mars 2009 35 points | Chalon-sur-Saône | 68 – 61 | ASVEL | 20:00 - Le Colisée, Chalon-sur-Saône V=15 D=5 |  |
|                                         |                  |         |       |                                               |  |

| Journée 21 Vendredi 13 mars 2009 36 points | ASVEL | 77 – 85 | Strasbourg | 20:00 - Astroballe, Villeurbanne V=15 D=6 |  |
|                                            |       |         |            |                                           |  |

| Journée 22 Vendredi 20 mars 2009 38 points | Roanne | 79 – 89 | ASVEL | 20:30 - Halle André Vacheresse, Roanne V=16 D=6 |  |
|                                            |        |         |       |                                                 |  |

| Journée 23 Vendredi 27 mars 2009 40 points | ASVEL | 72 – 66 | Le Mans | 20:30 - Astroballe, Villeurbanne V=17 D=6 |  |
|                                            |       |         |         |                                           |  |

| Journée 24 Samedi 4 avril 2009 42 points | Vichy | 49 – 62 | ASVEL | 20:00 - Palais des Sports Pierre Coulon, Vichy V=18 D=6 |  |
|                                          |       |         |       |                                                         |  |

| Journée 25 Vendredi 10 avril 2009 44 points | ASVEL | 71 – 59 | Orléans | 20:30- Astroballe, Villeurbanne V=19 D=6 |  |
|                                             |       |         |         |                                          |  |

| Journée 26 Samedi 18 avril 2009 45 points | Cholet | 69 – 66 | ASVEL | 20:00 - La Meilleraie, Cholet V=19 D=7 |  |
|                                           |        |         |       |                                        |  |

| Journée 27 Samedi 25 avril 2009 47 points | ASVEL | 103 – 98 | Hyères Toulon | 20:00 -Astroballe, Villeurbanne V=20 D=7 |  |
|                                           |       |          |               |                                          |  |

| Journée 28 Mardi 5 mai 2009 48 points | Dijon | 84 – 79 | ASVEL | 20:00 - Palais des sports, Dijon V=20 D=8 |  |
|                                       |       |         |       |                                           |  |

| Journée 29 Samedi 9 mai 2009 50 points | Besançon | 76 – 79 | ASVEL | 20:00 - Palais des sports, Besançon V=21 D=8 |  |
|                                        |          |         |       |                                              |  |

| Journée 30 Mercredi 13 mai 2009 52 points | ASVEL | 76 – 65 | Nancy | 20:00 - Astroballe, Villeurbanne V=22 D=8 |  |
|                                           |       |         |       |                                           |  |

## Playoffs

### Quart de finale
| Match Aller Samedi 23 mai 2009 | ASVEL | 91 – 68 | Strasbourg | 20:00 - Astroballe, Villeurbanne |  |
|                                |       |         |            |                                  |  |

| Match Retour Samedi 30 mai 2009 | Strasbourg | 77 - 66 | ASVEL | 20:00 - Rhénus Sport, Strasbourg |  |
|                                 |            |         |       |                                  |  |

| Belle Mardi 2 juin 2009 | ASVEL | 88 – 59 | Strasbourg | 20:00 - Astroballe, Villeurbanne |  |
|                         |       |         |            |                                  |  |

### Demi-finale
| Match Aller Vendredi 5 juin 2009 | ASVEL | 69 – 70 | Nancy | 19:30 - Astroballe, Villeurbanne |  |
|                                  |       |         |       |                                  |  |

| Match Retour Mercredi 10 juin 2009 | Nancy | 53 – 69 | ASVEL | 20:45 - Palais des sports Jean Weille, Nancy |  |
|                                    |       |         |       |                                              |  |

| Belle Samedi 13 juin 2009 | ASVEL | 62 – 56 | Nancy | 19:30 - Astroballe, Villeurbanne |  |
|                           |       |         |       |                                  |  |

### Finale
| FINALE Samedi 20 juin 2009 | ASVEL | 55 – 41 | Orléans | 17:00 - Palais omnisports de Paris-Bercy, Paris-Bercy |  |
|                            |       |         |         |                                                       |  |